# آسایش غریبه‌ها (فیلم)
آسایش غریبه‌ها یا آسایش بیگانگان (به انگلیسی: The Comfort of Strangers) فیلمی محصول سال ۱۹۹۰ و به کارگردانی پل شریدر است. در این فیلم بازیگرانی همچون کریستوفر واکن، ناتاشا ریچاردسون، روپرت اورت و هلن میرن ایفای نقش کرده‌اند.